# Воєнні злочини в Донецькій області під час російсько-української війни

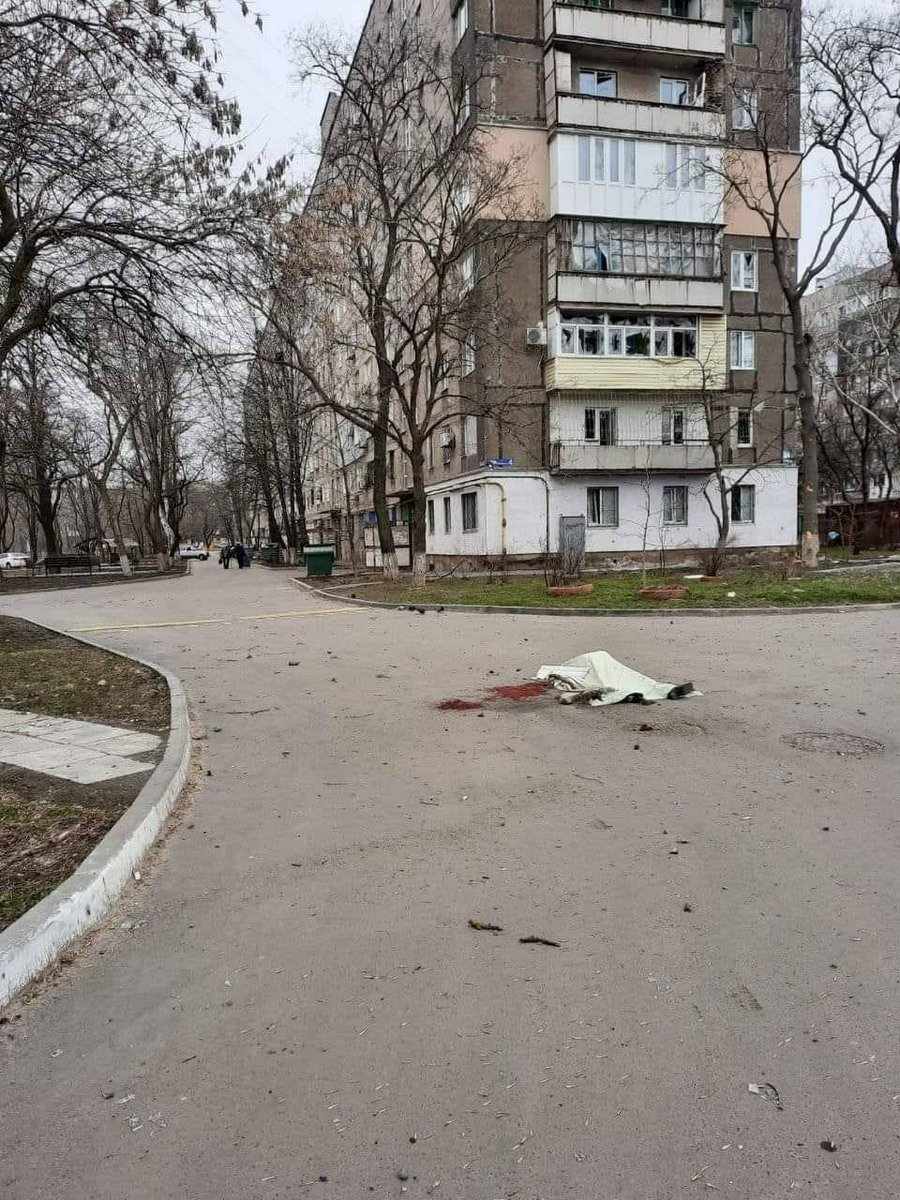
Жертва російського нападу на Маріуполь у березні 2022 року

Станом на 15 березня у Маріуполі підтверджено загибель близько 1800 мирних мешканців за час блокади міста російськими окупантами. Реальна кількість загиблих за словами радника мера Петра Андрющенко може наближатися до 20 тисяч.
Станом на 5 квітня 40 % будинків у Маріуполі неможливо відновити.
Після широкого міжнародного розголосу геноциду в Бучі, вище керівництво РФ наказало знищити будь-які свідчення злочинів своєї армії в Маріуполі. Зокрема, російські мобільні крематорії спалюють тіла місцевих жителів. Рахунок іде на десятки тисяч убитих мирних громадян.
Під час обстрілу російськими військами Маріуполя загинули десять греків.
Російська армія здійснила обстріл житлових районів Маріуполя 1 березня 2022 року. Внаслідок військового теракту постраждали кілька будинків та школа у тому ж районі.
Внаслідок обстрілів Маріуполя станом на 1 березня 2022 року до лікарень потрапили 128 цивільних осіб.
У Донецькій області за 9 днів війни російські війська вбили щонайменше 51 мирного жителя й поранили 261 громадянина України.
Внаслідок обстрілу російських терористів жінка та її 6-річна донька загинули в Маріуполі.
8 березня скинуто дві бомби на установи Міжнародного Комітету Червоного Хреста та українського філіалу Червоного Хреста у м. Маріуполь. Зруйновано житлові будинки та торговельний центр.
8 березня російські окупанти обстріляли з Градів гумконвой до Маріуполя.
9 березня російські окупанти нанесли артудар по пологовому будинку #2 та дитячій лікарні № 3 у Маріуполі. Пологовий будинок і корпус лікарні повністю зруйновані. Троє людей загинуло, у тому числі одна дитина, 17 людей поранено. Одна з поранених жінок померла 13 березня. Міністр закордонних справ Росії Сергій Лавров підтвердив, що бомбардування лікарні та пологового будинку в Маріуполі було свідомим та цілеспрямованим рішенням армії РФ.
Станом на 13 березня внаслідок російських авіанальотів загинуло 2187 мирних мешканців.
12 березня мечеть султана Сулеймана Пишного та його дружини Роксолани (Хюррем Султан) у Маріуполі була обстріляна російськими окупантами. Від обстрілів там ховаються понад 80 дорослих та дітей, у тому числі громадяни Туреччини.
12 березня внаслідок авіаудару російської армії зазнали ушкоджень приміщення Свято-Успенської Святогірської Лаври, де перебували монахи і біженці.
У ніч на 13 березня поблизу станції Брусин потрапив під обстріл російських військ пасажирський поїзд, що прямував для здійснення евакуаційного рейсу до Лимана, щоб забрати жителів Луганської і Донецької областей, які опинились у зоні запеклих бойових дій. Одна з провідниць поїзда загинула, інша була поранена.
У неділю, 13 березня, внаслідок російських обстрілів сталися займання будинків в Сєвєродонецьку по вулицях Агафонова, Вілесова, Гагаріна, Гоголя, Курчатова, шосе Будівельників, на проспекту Гвардійський.
14 березня російські окупанти завдали ракетного удару по одному зі спальних районів Краматорська. За попередньою інформацією — 2 жертви.
За даними голови Донецької обласної державної адміністрації Павла Кириленка, російські загарбники взяли в заручники лікарів та пацієнтів Обласної лікарні інтенсивного лікування Маріуполя.
15 березня російський танк у Маріуполі вистрілив у літнього чоловіка.

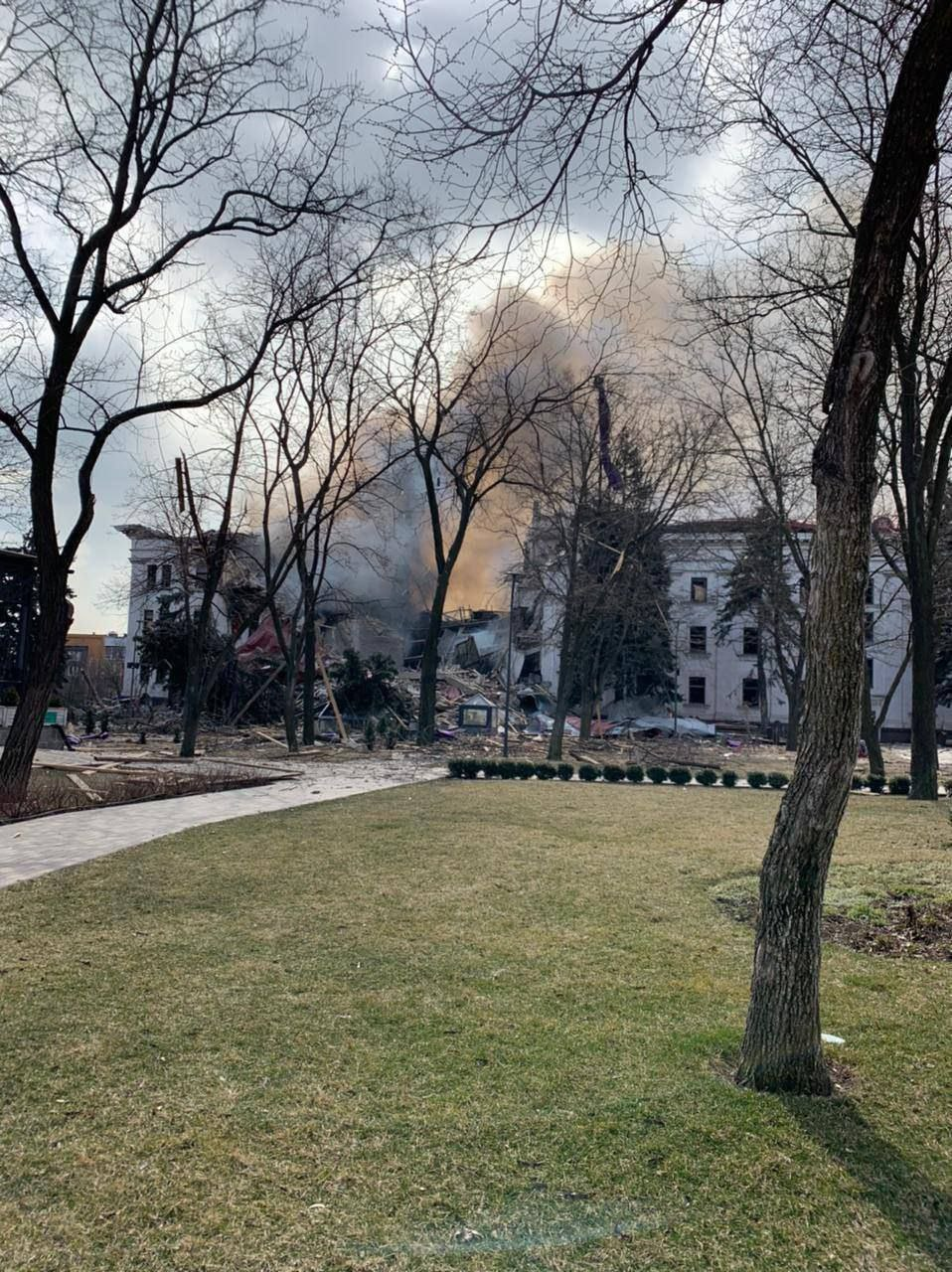
Маріупольський Драмтеатр після російського авіаудару, 16 березня 2022 року

16 березня російські окупаційні війська скинули бомбу на Драматичний театр в центрі Маріуполя, де від обстрілів ховалась велика кількість містян. За даними на початок травня загинули близько 600 людей.
26 квітня 2022 року з'явилося повне і не титроване відео про наслідки бомбардувань Драматичного театру. Зняте одразу після трагедії. Це відео нівелює будь-які намагання сфабрикувати фейк про героїчний полк «Азов».
16 березня російські окупаційні війська здійснили авіаудар по спорткомплексу «Нептун», де перебували вагітні жінки і мами з маленькими дітьми.
18 березня з найбільшого укриття Маріуполя в спортивному комплексі «Терраспорт», росіяни примусово депортували українських громадян в Російську Федерацію.
19 березня, скинули бомби на школу мистецтв, де ховались приблизно 400 людей.
20 березня 2022 року у ході чергових обстрілів пошкоджено декілька багатоквартирних житлових будинків та будівлю дитячого садка «Малюк» в Авдіївці. За попередніми даними загинули 3 людини.
21 березня в Авдіївці 5 мешканців загинуло і ще щонайменше 10 дістали поранення внаслідок обстрілів російських окупантів. Для обстрілу було використано новітні реактивні системи залпового вогню калібру 300 мм «Торнадо-С».
21 березня у Краматорську окупанти використали заборонені фосфорні боєприпаси.
Протягом 21 березня було пошкоджено 25 об'єктів, серед яких — 2 багатоквартирних та 16 приватних житлових будинків, дитяча лікарня у Сєвєродонецьку, школа у Рубіжному, продовольчий склад, об'єкти інфраструктури. У Сєвєродонецьку російська армія продовжує цілеспрямовано знищувати гуртові продовольчі склади.
21 березня російські військові прямим попаданням авіабомби знищили Художній музей ім. Архипа Куїнджі в Маріуполі.
26 березня російськими військами з реактивних систем залпового вогню «Торнадо-С» було обстріляно житловий сектор міста Красногорівка. При цьому застосовано заборонені касетні боєприпаси.
У Маріуполі російські окупанти ґвалтували жінку на очах 6-річного сина. Від завданих травм потерпіла померла.
Станом на 2 квітня окупанти примусово вивезли з Маріуполя до РФ та так званої ДНР майже 40 тисяч місцевих мешканців.
4 квітня під Маріуполем був розстріляний один з волонтерських мікроавтобусів. Є загиблі та поранені.
4 квітня внаслідок російських обстрілів в Авдіївці 2 особи загинули та 4 — поранені. Серед поранених є одна дитина. Крім того, 3 особи отримали поранення в Георгіївці, 1 у Новоселівці та 1 у Воздвиженці.
4 квітня російські окупанти обстріляли фенольний завод у Донецькій області, зафіксовано сім попадань в це підприємство.
4 квітня армія РФ здійснила артилерійський обстріл с. Георгіївка Покровського району, внаслідок чого пошкоджено будівлю та двір закладу освіти. Поранено двох місцевих мешканців.
5 квітня російські війська обстріляли цивільне судно під прапором Домініканської Республіки у морпорті Маріуполя. Один з членів екіпажу поранений.
5 квітня з мінометів обстріляно смт Нью-Йорк. За попередніми даними, одна цивільна особа зазнала тяжких тілесних ушкоджень. Через обстріл Слов'янська, пошкоджено об'єкт критичної інфраструктури.
За інформацією на 6 квітня у Маріуполі окупанти почали використовувати заборонені фосфорні бомби.
У лікарні Маріуполя живцем згоріли майже 50 людей.
8 квітня росіяни обстріляли ракетами залізничний вокзал у Краматорську, де перебувало близько 4 тисяч людей. За неповними попередніми даними 50 людей, у тому числі 5 дітей, загинули і близько 100 поранені. (Див: Ракетний удар по станції Краматорськ)
Російські окупанти закатували письменника і журналіста Євгена Баля, який жив в селі Мелекіне поблизу Маріуполя.
В Авдіївці російські окупанти розстріляли сім'ю з чотирьох людей.
Російські окупанти застосували хімічну зброю 12 квітня 2022 року над заводом «Азовсталь» в Маріуполі, який утримують українські захисники полку «Азов».
Росіяни самі підтвердили вбивство ними цивільних чоловіків в Маріуполі, на яких не було військової форми.
Російські окупанти примусово депортували до Росії 33,5 тисячі жителів Маріуполя
16 квітня російські війська обстріляли 13 населених пунктів Донецької області. Загинули двоє мирних жителів, ще одна людина поранена. Руйнувань зазнали щонайменше 17 цивільних об'єктів — житлові будинки, шахта, адміністративні будівлі.
З Маріуполя станом на 18 квітня 2022 року загарбники примусово вивезли близько 150 дітей — правозахисники.
Російські окупанти вивезли з Маріуполя декілька десятків тисяч людей, у тому числі до п'яти тисяч дітей.
19 квітня на одну з уцілілих лікарень Маріуполя, розташовану в районі заводу «Азовсталь», російські окупанти скинули потужну бомбу. У будівлі перебували жінки, діти, поранені, загалом близько 300 осіб.
19 квітня, внаслідок обстрілів Краматорська, Авдіївки та Благодатного загинули троє мирних мешканців та п'ятеро отримали поранення.
За даними української влади, від обстрілів і бомбардувань знищено близько 90 % міста Маріуполя, загинули близько 20 тисяч цивільних.
«Я чув, як вони катували людей з інших камер, бідні кричали від болю, а потім їх просто розстрілювали», — студент з Маріуполя розповів, що роблять російські нацисти з тими, хто намагався виїхати з міста. Він розказав, як вони його катували.
Російські окупанти масово вивозять тіла вбитих ними же жителів блокадного Маріуполя.
В селищі Мангуш російські нацисти могли захоронити від 3 до 9 тис. маріупольців. За попередніми оцінками, загальна кількість вбитих російською армією в Маріуполі становить 22 тисячі осіб. Супутник зафіксував 300-метрову братську могилу маріупольців у Мангуші.
У селі Виноградне було виявлене масове поховання розміром 45 на 25 метрів, де може бути поховано щонайменше 1000 вбитих росіянами маріупольців.
Ще одне імовірне масове поховання виявлено у селищі Старий Крим. Викопані траншеї з'явилися на території кладовища після окуповації російськими військами. Довжина траншей сягає більше ніж 200 метрів.
Окупанти біля Маріуполя влаштували чотири «фільтраційних центри», де катують держслужбовців.
Російські окупанти «мобілізували» та відправили на смерть донецького музиканта Олександра Бобровського та донецького краєзнавця Анатолія Жарова.
Російські окупанти продовжують обстрілювати Донецьку область, внаслідок чого загинули три цивільні особи.
23 квітня окупанти зірвали евакуацію з Маріуполя та викрали близько 200 людей.
24 квітня внаслідок російських обстрілів загинули 5 мирних мешканці Донеччини: 2 у Новоселівці, 2 дівчат 5 та 14 років у Красногорівці Очеретинської громади і 1 у Новомихайлівці. Ще п'ятеро зазнали поранень.
Російські окупанти цього великоднього ранку 24 квітня 2022 року вбили двох дітей з Очеретинської громади на Донеччині.
Окупанти 25 квітня 2022 року обстріляли 13 населених пунктів Донеччини, 5 загиблих, є поранені.
Окупанти вивезли всі цінні експонати з Музею краєзнавства та Художнього музею в Маріуполі.
Російські нацисти ставлять «Z» на придатних для їхнього розміщення домівках у Маріуполі, а усі інші розграбовують.
Протягом 28 квітня російські військові здійснили 11 обстрілів цивільної інфраструктури у Донецькій області. Троє мирних мешканців, ще шістьох поранено, зруйновано декілька десятків об'єктів цивільної інфраструктури.
Російські окупанти вивезли з Маріуполя частину вцілілих апаратів ШВЛ, необхідних при лікуванні тяжкохворих ковідних пацієнтів.
У ніч на 29 квітня здійснено 50 авіаударів по комбінату Азовсталь, де перебувала велика кількість мирних мешканців та поранених. Внаслідок прямого влучення авіабомби у госпіталь. знищена уся лікувальна інфраструктура та операційна. Багато людей померло на місці, багато поранених отримали нові ушкодження, отримали поранення лікарі
29 квітня російські війська обстріляли смт Велика Новосілка та с. Времівка Волноваського району. Внаслідок обстрілу тілесних ушкоджень зазнали шестеро місцевих жителів, зокрема 15-річний хлопець. Цього ж дня у місті Сіверськ Бахмутського району був поранений 14-річний хлопець. 30 квітня російські війська обстріляли Добропілля крилатими ракетами фугасної проникливої дії. Постраждали та потрапили до лікарень восьмеро цивільних, серед яких троє дівчаток віком п'ять, шість та сім років. Крім того, уламками пошкоджені приватні будинки, житлові корпуси місцевого профілакторію, комбінат хлібобулочних виробів.
Мер Маріуполя Вадим Бойченко поділився подробицями про роботу «фільтраційних таборів», створених Росією на кшталт нацистських концтаборів і про те, як російські нацисти знущаються над людьми.

3 травня російські військові обстріляли зупинку транспорту, коли робітники поверталися зі зміни з коксохімічного комбінату. Відомо про щонайменше 10 загиблих і 15 поранених.
Російські окупанти 5 травня 2022 року завдали авіаудару по Святогірській лаврі на Донеччині, поранено сімох цивільних, — Офіс Генпрокурора.
Російська армія у ніч на 5 травня 2022 року завдала ракетного удару по житлових районах та центральній частині міста Краматорськ Донецької області, поранено 25 цивільних людей, 6-ро з них потребують меддопомоги в лікарні. Щонайменше, зазнали серйозних пошкоджень 3 п'ятиповерхівки, школа, садок.
Російські окупанти 7 травня 2022 року вбили чотирьох цивільних на Донеччині, ще 9 осіб отримали поранення.
Російські окупанти 8 травня 2022 року продовжили обстрілювати Донецьку область, внаслідок чого загинули 4 особи.
Російські окупанти вбили доктора соціологічних наук, професора Маріупольського державного університету Богдана Слющинського.
В окупованому Мангуші Донецької області російські окупанти знесли пам'ятник гетьману Петру Конашевичу-Сагайдачному.
За 9 травня від російських обстрілів поранення дістали 6 мирних мешканців Донеччини.
У вівторок 10 травня 2022 року внаслідок російських обстрілів на Донеччині загинули троє мирних мешканців, ще троє дістали поранень.
За добу 12 травня російські окупанти вбили 4 мирних мешканців Донецької області, ще 5 людей дістали поранення.
Окупанти 13 травня 2022 року вбили 4 мирних жителів, ще 5 поранили жителів Донеччини. Руйнувань зазнали 49 цивільних об'єктів — житлові будинки, ліцей, промислові підприємства, медичні заклади, дитячий оздоровчий заклад, об'єкти життєзабезпечення.
В Маріуполі російські танкісти для розваги стріляють по уцілілих будівлях і давлять покинуті автомобілі.
У суботу 14 травня 2022 року внаслідок дій російських окупантів на Донеччині загинуло 3 людей, 4 дістали поранень.
Окупанти відбирають майно в жителів Маріуполя, прикриваючись «націоналізацією».
Російські окупанти станом на 16 травня 2022 року утримують щонайменше 3 тисячі жителів Маріуполя через їх проукраїнські погляди та позицію у фільтраційній в'язниці в селищі Оленівка Донецької області.
Російські окупанти не припиняють обстрілювати Донецьку область. Внаслідок цього 16 травня 2022 року загинули дев'ятеро цивільних.
Зранку 16 травня 2022 року війська РФ обстріляли Дружківку, пошкоджено школу, дитсадок та житлові будинки.

Внаслідок воєнних дій РФ на Донеччині 17 травня загинули 7 мирних мешканців області.
Російські окупанти 18 травня 2022 року вбили 10 цивільних на Донеччині, зокрема дитину, семеро отримали поранення.
У четвер 19 травня 2022 року внаслідок бойових дій з боку РФ на Донеччині загинули 5 мирних мешканців, 6 дістали поранень.
Росіяни 19 травня 2022 року завдали чергового авіаудару по Бахмуту: зруйнований цілий під'їзд п'ятиповерхівки, пошкоджені інші будівлі.
Внаслідок бойових дій з боку РФ на Донеччині 20 травня загинули 3 мирних мешканця, а від початку вторгнення відомо про 400 вбитих.
Внаслідок авіаудару російських військ 21 травня 2022 року було зруйновано скит на честь ікони Божої Матері «всіх скорботних Радість» Святогірської лаври (УПЦ МП –ред.) в селі Богородичне Донецької області.
Керівник Донецької обласної воєнної адміністрації Павло Кириленко оприлюднив інформацію, що за 22 травня росіяни вбили 5 мирних жителів Донеччини.
За добу 22 травня 2022 року 245 людей вивезли з фільтраційних таборів під Маріуполем в Росію.
Росіяни за добу 23 травня 2022 року вбили 6 мирних жителів Донеччини, 11 поранили.
У вівторок 24 травня 2022 року внаслідок військових дій РФ на Донеччині загинуло 12 мирних мешканців, 10 дістали поранень.
У ніч на 25 травня російські війська завдали авіаудару по Краматорську Донецької області, влучили у житловий сектор.
Протягом середи, 25 травня, в Донецькій області в результаті дій російських окупантів загинуло 4 мирні жителі, ще 12 отримали поранення.
Російські окупанти 26 травня вбили ще 5 цивільних у Донецькій області, при цьому дані по Маріуполю та Волновасі не враховані, бо отримати точну інформацію про кількість жертв на захопленій території майже неможливо.
За п'ятницю 27 травня 2022 року внаслідок ворожих обстрілів населених пунктів Донецької області загинуло п'ятеро людей, ще четверо поранено.
30 травня 2022 року у результаті російських обстрілів Донецької області загинуло троє людей, ще четверо отримали поранення.
Окупанти могли вбити у Маріуполі більше, ніж 22 тисячі людей, за оцінками місцевої влади росіяни уже поховали у братських могилах 16 тисяч осіб, ще 5 тисяч поховали комунальники до середини березня.
31 травня у результаті російських обстрілів Донецької області загинуло четверо людей, ще семеро отримали поранення.
Загарбники вночі 31 травня 2022 року завдали ракетного удару по Слов'янську, в результаті якого щонайменше троє людей загинуло, шестеро поранені.
В результаті ракетного удару пошкоджено вісім житлових багатоповерхівок, школу, дитячий садок та гаражний кооператив.
Упродовж доби 1 червня російські загарбники вбили 7 цивільних осіб на території Донецької області, зокрема трьох у Святогірській лаврі.
1 червня окупанти знову завдали ракетний удар по Слов'янську. Зруйновані будинки.
За добу 2 травня 2022 року росіяни обстріляли 12 населених пунктів Донеччини. Є загиблі та поранені.
Росіяни в окупованому Маріуполі розстрілюють українських волонтерів та чиновників, оскільки ті відмовились співпрацювати із місцевою «владою» та колаборантами. Також в тюрмі в Оленівці утримують кілька десятків волонтерів.
На базі колишньої Волновахської виправної колонії № 120 окупанти створили фільтраційну тюрму, де «неблагонадійних» утримують до винесення вироку чи проходження фільтрації.
За добу четверга 2 червня 2022 року в результаті ворожого обстрілу населених пунктів Донецької області загинуло 3 особи, ще 9 — поранено.
Російські окупанти 4 червня 2022 року обстріляли Святогірську лавру Московського патріархату на Донеччині. В результаті спалахнула дерев'яна будівля Всіхсвятського скита. Ще раніше 30 травня 2022 року в результаті обстрілів міста Святогірськ (Донецька область) було заподіяно руйнування Свято-Успенської Святогірської лаври, загинуло троє ченців, ще троє зазнали поранення.
В одній зі шкіл у Маріуполі вилучено всі україномовні підручники, натомість завезено 5 тис. російських підручників.
Від початку повномасштабної війни станом на 5 червня 2022 року окупанти зруйнували або пошкодили у Донецькій області щонайменше 43 релігійні споруди, більшість із них належала до Московського патріархату.
У неділю 5 червня 2022 року на Донеччині внаслідок військових дій РФ загинули троє мирних мешканців, 2 дістали поранень.
Росіяни 8 червня 2022 року завдали авіаудар по Бахмуту. Влучили у школу та адмінбудівлю, де були люди, — Нацполіція. ВІДЕО

За середу 8 червня внаслідок ворожих обстрілів населених пунктів Донецької області загинуло чотири особи, ще 11 — поранено.
Російські окупанти вранці 9 червня завдали артилерійського удару по місту Бахмут Донецької області. Зруйновано цех заводу.
Терористи тимчасово окупованих територій Донецької області 9 червня 2022 року «засудили» до смертної кари трьох іноземних бійців, які захищали Україну.
За добу 9 червня 2022 року на Донеччині від ворожих обстрілів загинули троє цивільних осіб.
За минулу добу 10 червня 2022 року росіяни вбили двох цивільних осіб і поранили 7 на Донеччині.  
За добу 11 червня 2022 року війська РФ завдали 16 ударів по Донеччині, є жертви та руйнування.
Внаслідок воєнних дій РФ на Донеччині у п'ятницю 17 червня 2022 року загинуло 4 мирних мешканців, ще 6 дістали поранень.
У понеділок 20 червня 2022 року внаслідок російських обстрілів на Донеччині загинули 3 мирних мешканців, ще 2 дістали поранень.
Внаслідок обстрілу російськими військами Слов'янська 3 липня 2022 року — 6 загиблих і 15 поранених.
9 липня окупанти завдали удару по Часовому Яру, влучивши у п'ятиповерхівку. Станом на 13 липня внаслідок ракетного удару по п'ятиповерховому житловому будинку в Часовому Яру на Донеччині загинуло 48 людей. Серед загиблих виявлено тіло дитини.
У деокупованих населених пунктах Харківщини, Донеччини та Херсонщини станом на 3 листопада виявили тіла 868 цивільних, які загинули під час російської окупації.
Внаслідок ракетного удару ввечері 1 лютого 2023 року по житловому сектору Краматорська Донецької області 2 людини загинули, 21 — постраждала. У результаті обстрілу пошкоджено 8 багатоквартирних будинків, один із них зруйновано.
Внаслідок ракетного удару ввечері 27 червня 2023 року по закладу харчування міста Краматорськ Донецької області загинуло 12 людей, серед них 3 дитини, 61 людину було поранено (Див. Ракетний удар по Краматорську 27 червня 2023 року).
Внаслідок російського ракетного удару по житлових будинках в центрі Покровська 7 серпня 2023 року загинули 7 людей, ще близько 30 дістали поранення. Зокрема, серед загиблих є заступник начальника ДСНС області, серед постраждалих є поліцейські, рятувальники та дитина. Станом на 11:00 годину ранку 8 серпня 2023 року кількість внаслідок ракетного удару в Покровську поранених зросла до 88 особи.
Внаслідок російських обстрілів в Україні 10 вересня 2023 року загинули іспанська волонтерка та канадський волонтер. Поранено ще двоє волонтерів.
Російські окупанти 21 грудня 2023 року скинули на Торецьк чотири авіабомби: вбито трьох та поранено шістьох цивільних мешканців.